# Albert Verwey
Albert Verwey (officiellement Verweij), né à Amsterdam (Pays-Bas) le 15 mai 1865 et mort à Noordwijk aan Zee (Pays-Bas) le 8 mars 1937, est un poète et essayiste néerlandais.

## Biographie
Albert Verwey se définit d'abord lui-même comme un poète : autodidacte, il bâtit son art sur la pensée de Spinoza. Son premier recueil s'intitule Persephone.
En 1885, avec Willem Kloos, qui fut le premier à l'encourager, et quelques amis regroupés sous le nom de Tachtigers (Les « quatre-vingtards »), il fonde la revue De Nieuwe Gids (Le Nouveau Guide) dont il s'éloigne à partir de 1889.
En 1894, il fonde avec Lodewijk van Deyssel, Tweemaandelijksch Tijdschrift voor Letteren, Kunst, Wetenschap en Politiek (Deux Magazines pour les lettres, l'art, la science et la politique), témoignant de son ouverture à toutes les formes d'expression, qui fut renommé en 1902, De XXe Eeuw (Le XXe Siècle). Mais là encore, il ne trouve pas sa place, aussi part-il seul cette fois fonder De Beweging (Le Mouvement).
Avec les artistes Jan Toorop et Richard Roland Holst, il participe au chantier de rénovation de la Bourse de Berlage : l'on peut encore voir et lire aujourd'hui des poèmes de sa composition à l'intérieur de l'édifice. Il se lie d'amitié avec l'écrivain allemand Stefan George.
Il se marie avec Kitty van Vloten, le couple quitte Amsterdam pour Noordwijk aan Zee.
Il enseigne la littérature à l'université de Leyde à partir de 1924.
Comme traducteur vers le néerlandais, il publie une version de La Divine Comédie en 1923, puis, dix plus tard, des Sonnets de William Shakespeare. Il a également travaillé sur des textes de Percy Bysshe Shelley, Hugo von Hofmannsthal, Friedrich Hölderlin et de son ami Stefan George.
Ses derniers poèmes mettent en garde le pays contre la politique belliqueuse du nazisme.